# 디노 모레아
디노 모레아(Dino Morea, 1974년 12월 9일 ~ )는 인도의 배우이다.